# Fizică

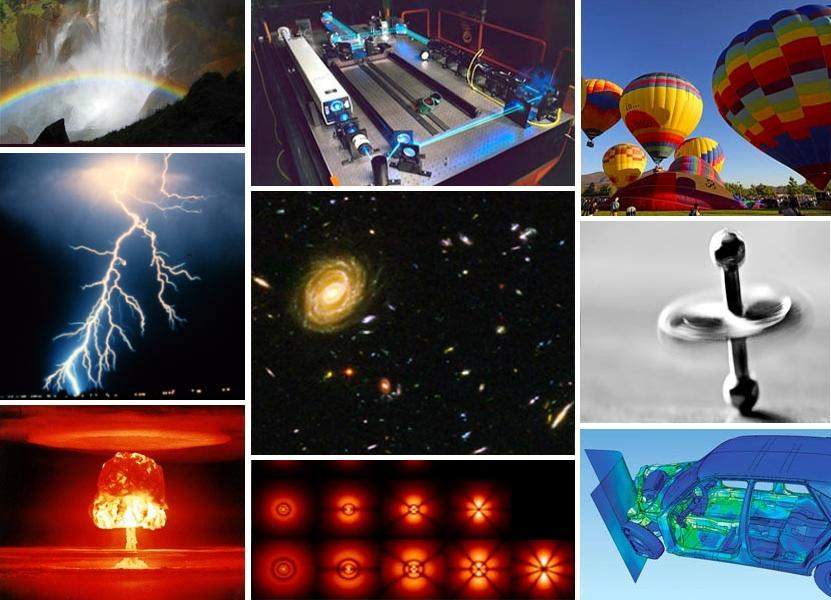
În sensul acelor de ceasornic: un curcubeu, un laser, un balon cu aer cald, un titirez, efectele unei coliziuni lateral-frontale, orbitali atomici de hidrogen, o bombă termonucleară, un fulger și galaxii

Fizica (din cuvântul grec antic: φυσική (ἐπιστήμη) phusikḗ (epistḗmē) care înseamnă cunoașterea naturii, din φύσις phúsis ce înseamnă natură) este știința care studiază proprietățile și structura materiei, formele de mișcare ale acesteia, precum și transformările lor reciproce. Fizica este una dintre disciplinele fundamentale ale științei, iar scopul său principal este de a înțelege cum se comportă universul.
Oricum se pune problema, fizica este una dintre cele mai vechi discipline academice; prin intermediul unei subramuri ale sale, astronomia, ar putea fi cea mai veche. Uneori sinonimă cu filozofia, chimia și chiar unele ramuri ale matematicii și biologiei,de-a lungul ultimelor două milenii, fizica a devenit știință modernă începând cu secolul al XVII-lea, iar toate aceste discipline sunt considerate acum distincte, deși frontierele rămân greu de definit.
Fizica este poate cea mai importantă știință a naturii deoarece cu ajutorul ei pot fi explicate în principiu orice alte fenomene întâlnite în alte științe ale naturii cum ar fi chimia sau biologia. Limitările sunt legate de incapacitatea noastră de a obține suficient de multe date experimentale, în cazul biologiei, ori de incapacitatea (până acum) sistemelor de calcul de a analiza dinamica moleculelor foarte complexe, în cazul chimiei. Descoperirile în fizică ajung de cele mai multe ori să fie folosite în sectorul tehnologic, și uneori influențează matematica sau filozofia. De exemplu, înțelegerea mai profundă a electromagnetismului a avut drept rezultat răspândirea aparatelor pe bază de curent electric - televizoare, computere, electrocasnice etc.; descoperirile din termodinamică au dus la dezvoltarea transportului motorizat; iar descoperirile din mecanică au dus la dezvoltarea calculului infinitezimal, chimiei cuantice și folosirii unor instrumente precum microscopul electronic în microbiologie.
Astăzi, fizica este un subiect vast și foarte dezvoltat. Cercetarea este divizată în patru subdomenii: fizica materiei condensate; fizica atomică, moleculară și optică; fizica energiei înalte; fizica astronomică și astrofizică. Majoritatea fizicienilor se specializează în cercetare teoretică sau experimentală, prima ocupându-se de dezvoltarea noilor teorii, și a doua cu testarea experimentală a teoriilor și descoperirea unor noi fenomene. În ciuda descoperirilor importante din ultimele patru secole, există probleme deschise în fizică care așteaptă a fi rezolvate. De exemplu, cuantificarea gravitației este poate cea mai arzătoare dintre probleme și cu siguranță și cea mai dificilă. Odată cu elucidarea acestei probleme, fizicienii vor avea o imagine mult mai clară despre interacțiile din natură și cu siguranță multe dintre fenomenele și obiectele pe care le întâlnim în astrofizică, de exemplu găurile negre, își vor găsi explicația într-un mod natural.

## Istoric

### Astronomie antică

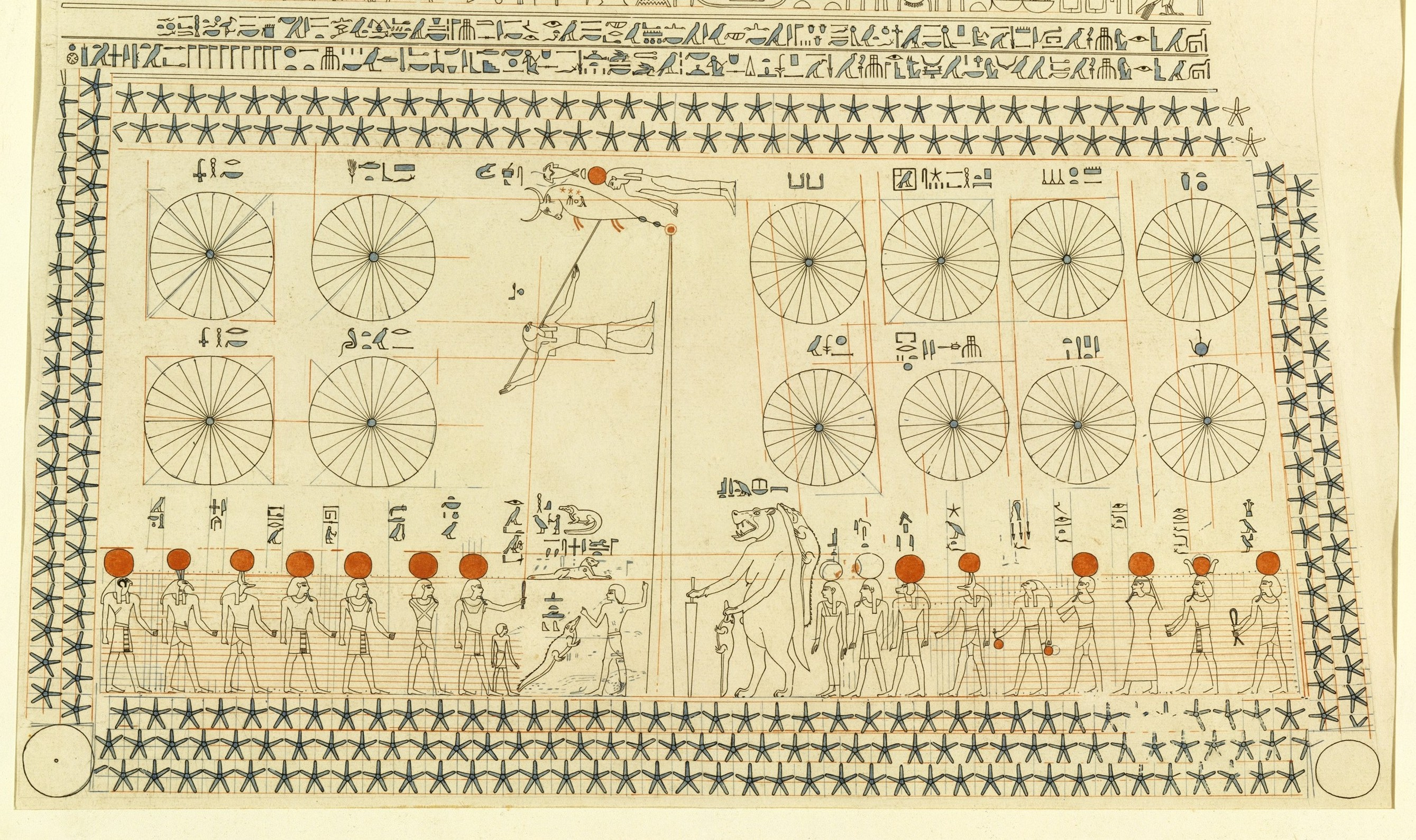
Astronomia în Egiptul Antic este evidentă în monumente precum plafonul mormântului lui Senemut din timpul celei de-a XVIII-a Dinastie Egipteană.

Astronomia este una dintre cele mai vechi științe naturale. Civilizații timpurii care datează înainte de 3000 î.Hr., cum ar fi sumerienii, egiptenii antici și civilizația din Valea Indus, aveau o cunoaștere predictivă și o înțelegere de bază a mișcărilor Soarelui, Lunii și stelelor. Stelele și planetele, despre care se credea că reprezintă zei, erau adorați. În timp ce explicațiile pentru pozițiile observate ale stelelor erau adesea neștiințifice și lipsite de dovezi, aceste observații timpurii au pus bazele astronomiei ulterioare, întrucât s-a descoperit că stelele traversează cercuri mari pe cer, ceea ce, totuși, nu a explicat pozițiile planetelor.
Potrivit matematicianului danez Asger Aaboe, originile astronomiei occidentale pot fi găsite în Mesopotamia, iar toate eforturile occidentale în științele exacte descind din astronomia babiloniană târzie. Astronomii egipteni au lăsat monumente care arată cunoștințe despre constelații și mișcările corpurilor cerești, în timp ce poetul grec Homer scria despre diverse obiecte cerești în operele sale Iliada și Odiseea; mai târziu, astronomii greci au furnizat nume, care sunt folosite și astăzi, pentru majoritatea constelațiilor vizibile din emisfera nordică.

### Filosofie naturală
Filosofia naturală își are originea în Grecia în perioada arhaică (650 î.Hr. - 480 î.Hr.), când filosofii presocratici precum Thales au respins explicațiile non-naturaliste pentru fenomenele naturale și au declarat că fiecare eveniment are o cauză naturală. Ei au propus idei verificate prin rațiune și observație, iar multe dintre ipotezele lor s-au dovedit de succes în experiment; de exemplu, s-a găsit că atomismul este corect la aproximativ 2000 de ani după ce a fost propus de filosoful grec Leucip și discipolul său Democrit.

### Fizica în lumea medievală europeană și islamică

Modul de bază în care funcționează o cameră cu orificiu.

Căderea Imperiul Roman de Apus în secolul al V-lea a dus la o scădere a activităților intelectuale în partea de vest a Europei. În schimb, Imperiul Roman de Răsărit (cunoscut și sub numele de Imperiul Bizantin) a rezistat atacurilor barbarilor și a continuat să progreseze în diverse domenii de învățare, inclusiv fizica.
În secolul al VI-lea, Isidor din Milet a creat o importantă compilație a lucrărilor lui Arhimede care sunt copiate în Manuscrisul lui Arhimede.
Fizica lui Aristotel nu a fost cercetată până când a apărut Ioan Filopon, un savant bizantin din anii 500, care a pus sub semnul întrebării învățăturile lui Aristotel despre fizică și a remarcat defectele acesteia. Spre deosebire de Aristotel, care și-a bazat fizica pe argumentul verbal, Filopon s-a bazat pe observație. Critica lui Ioan Filopon cu privire la principiile aristotelice ale fizicii a servit ca inspirație pentru savanții medievali, precum și pentru Galileo Galilei, care, zece secole mai târziu, în timpul Revoluției Științifice, a citat mult din Ioan Filopon în lucrările sale, în timp ce a explicat motivul pentru care fizica aristotelică a fost defectuoasă. În anii 1300, Jean Buridan, profesor la facultatea de arte la Universitatea din Paris, a dezvoltat conceptul de impuls. A fost un pas către ideile moderne de inerție și impuls.
Învățătura islamică a moștenit fizica aristotelică de la greci și în timpul epocii de aur islamice a dezvoltat-o în continuare, punând accentul mai ales pe observație și raționament a priori, dezvoltând forme timpurii ale metodei științifice.

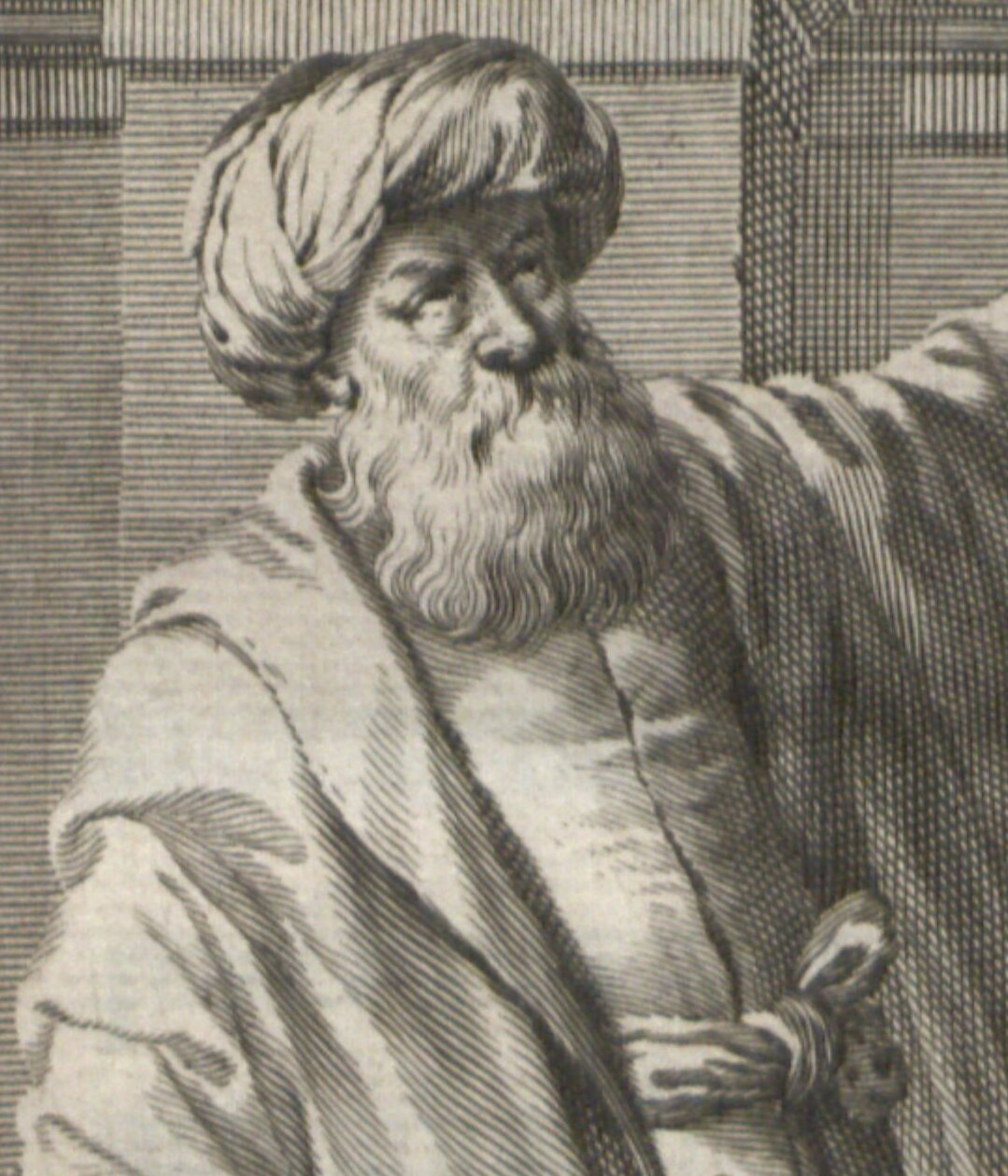
Ibn al-Haytham (c. 965–c. 1040) descrie experimentul camera obscura în Cartea opticii.

Cele mai notabile inovații au fost în domeniul opticii și al vederii, care au venit din lucrările multor oameni de știință precum Ibn Sahl, Al-Kindi, Ibn al-Haytham, Al-Farisi și Avicenna. Cea mai notabilă lucrare a fost Cartea opticii scrisă de Ibn al-Haytham, în care nu numai că a respins ideea greacă antică despre vedere dar a venit cu o nouă teorie. În carte, el a prezentat un studiu al camerei obscure (versiunea veche de o mie de ani a camerei cu orificiu) și a aprofundat mai departe modul în care funcționează ochiul. Folosind disecții și cunoștințe ale savanților anteriori, el a fost capabil să înceapă să explice modul în care lumina intră în ochi. El a afirmat că raza de lumină este focalizată, dar explicația reală a modului în care lumina este proiectată în spatele ochiului a trebuit să aștepte până în 1604. Cartea sa Tratatul asupra luminii a explicat camera obscură, cu sute de ani înainte de dezvoltarea modernă a fotografiei.
Cartea opticii în șapte volume a influențat enorm gândirea în diverse discipline, de la teoria percepției vizuale la natura perspectivei în arta medievală, atât în Orient cât și în Occident, timp de peste 600 de ani. Mulți savanți europeni și colegi polimați de mai târziu, de la Robert Grosseteste și Leonardo da Vinci până la René Descartes, Johannes Kepler și Isaac Newton, îi sunt datori. Într-adevăr, influența Opticii lui Ibn al-Haytham se situează lângă cea a operei lui Newton cu același titlu, publicată 700 de ani mai târziu.
Traducerea Cărții opticii a avut un impact uriaș asupra Europei. Ulterior, pe baza ei, savanții europeni au putut să construiască dispozitive care să reproducă cele construite de Ibn al-Haytham și să înțeleagă modul în care funcționează lumina. Apoi, s-au dezvoltat lucruri atât de importante precum ochelarii, lupa, telescoapele și camerele de luat vederi.

### Fizica clasică

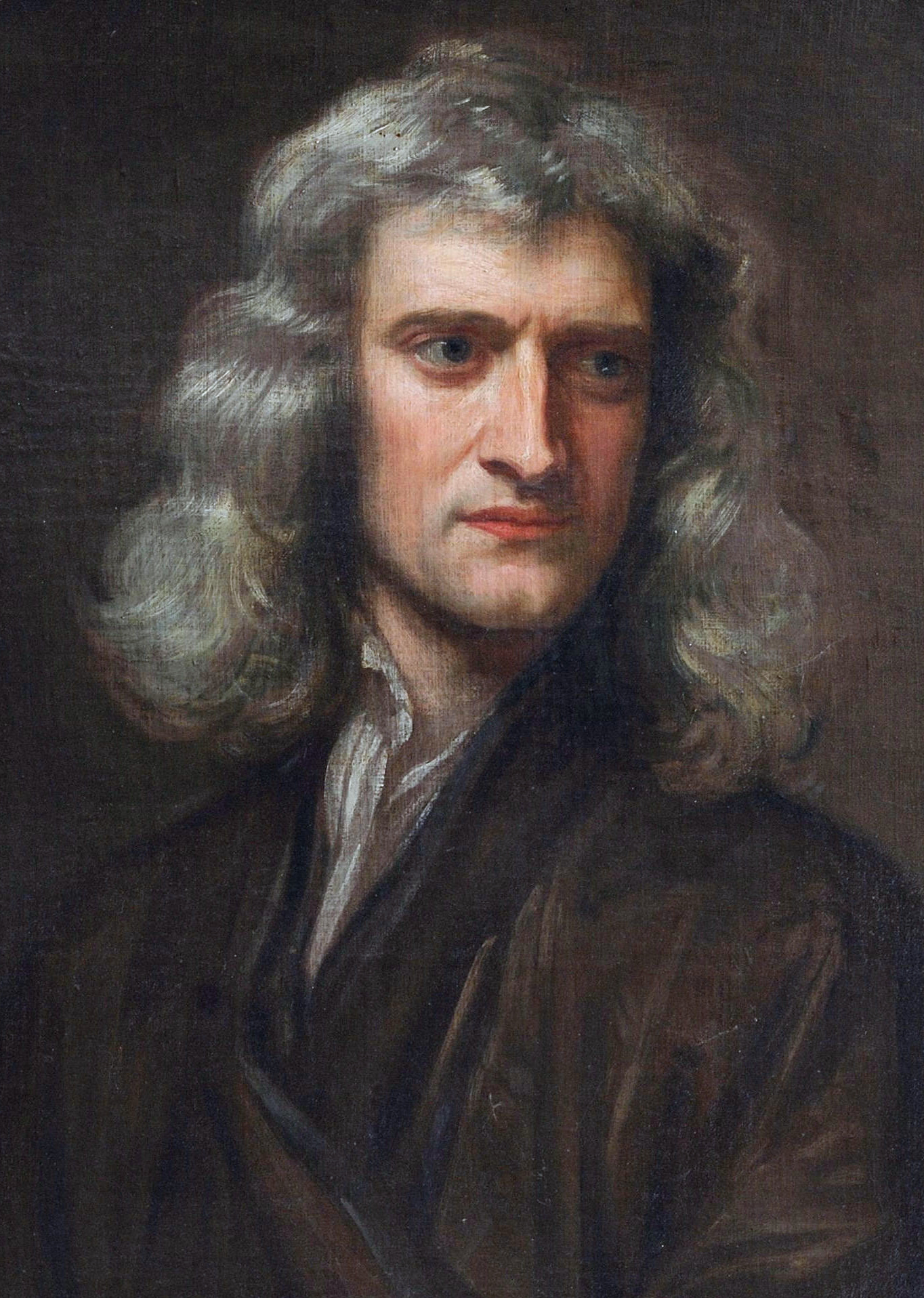
Sir Isaac Newton (1643–1727), ale cărui legi ale mișcării și gravitației universale au fost repere majore în fizica clasică.

Progresele majore din această perioadă includ înlocuirea modelului geocentric al sistemului solar cu modelul heliocentric copernican, legile care guvernează mișcarea corpurilor planetare determinate de Johannes Kepler între 1609 și 1619, lucrări de pionierat asupra telescoapelor și astronomiei observaționale de către Galileo Galilei în secolele al XVI-lea și al XVII-lea, precum și descoperirea și unificarea de către Isaac Newton a legilor mișcării și a gravitației universale care vor ajunge să-i poarte numele. De asemenea, Newton a dezvoltat calculul infinitezimal, studiul matematic al schimbării, care a furnizat noi metode matematice pentru rezolvarea problemelor fizice.
Descoperirea noilor legi în termodinamică, chimie și electromagnetism a rezultat din mari eforturi de cercetare în timpul Revoluției industriale, pe măsură ce nevoile de energie au crescut. Legile care cuprind fizica clasică rămân foarte frecvent utilizate pentru obiecte care se deplasează cu viteze non-relativiste, deoarece oferă o aproximare foarte bună în astfel de situații. Totuși, inexactitățile din mecanica clasică pentru obiecte foarte mici și viteze foarte mari au dus la dezvoltarea fizicii moderne în secolul XX.

### Fizica modernă

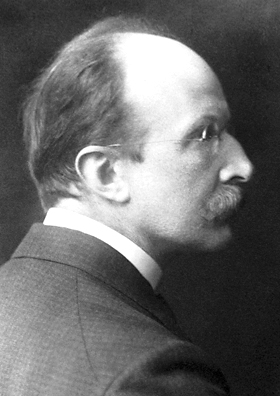
Max Planck (1858–1947), inițiatorul teoriei mecanicii cuantice.

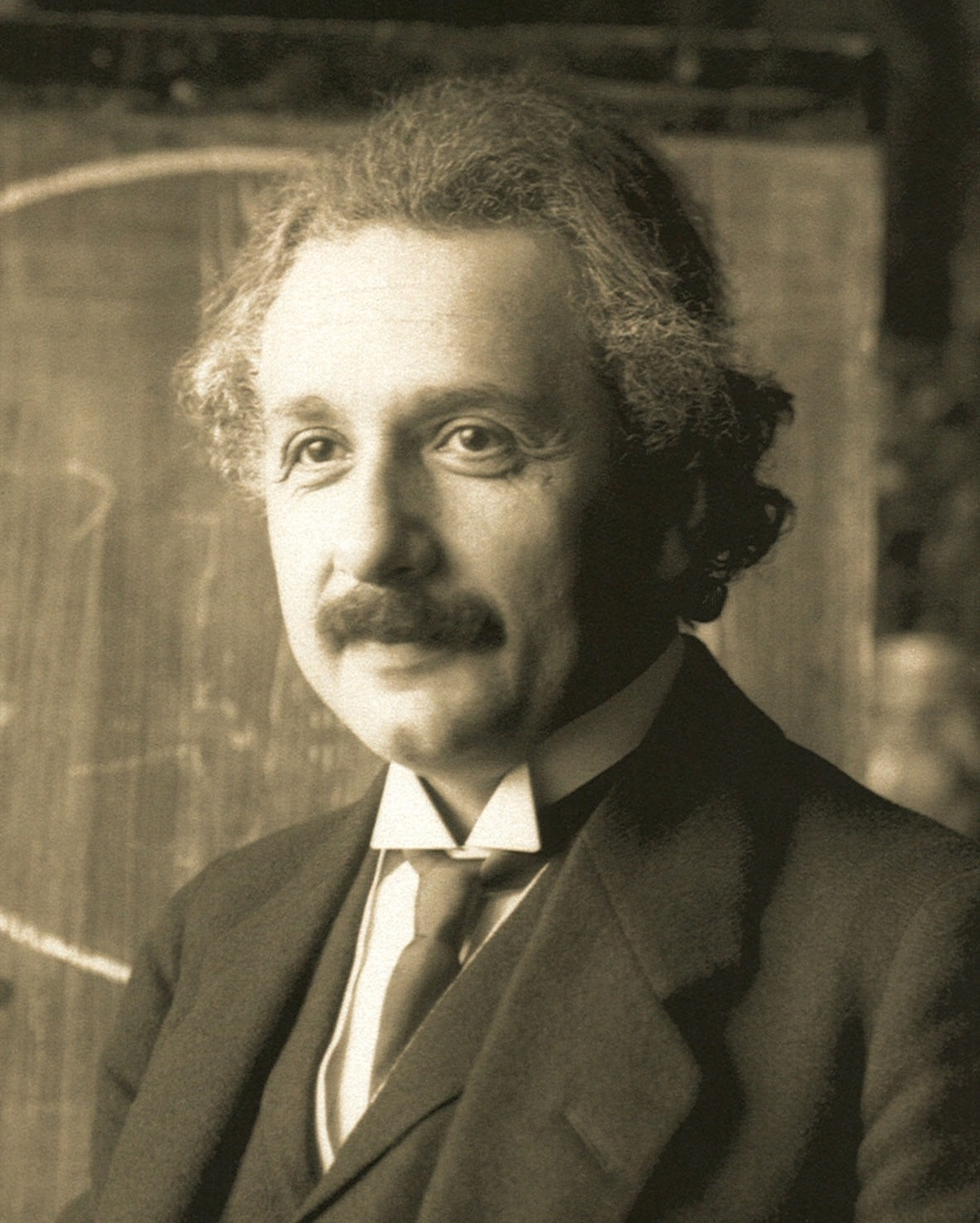
Albert Einstein (1879–1955), a cărui activitate asupra efectului fotoelectric și a teoriei relativității au dus la o revoluție în fizica secolului XX

Fizica modernă a început în secolului XX cu lucrarea lui Max Planck în teoria cuantică și cu teoria relativității a lui Albert Einstein. Ambele teorii au apărut din cauza inexactităților în mecanica clasică în anumite situații. Mecanica clasică a prezis o viteză variabilă a luminii, care nu putea fi rezolvată cu viteza constantă prevăzută de ecuațiile lui Maxwell ale electromagnetismului; această discrepanță a fost corectată de teoria lui Einstein a relativității speciale, care a înlocuit mecanica clasică pentru corpurile cu mișcare rapidă și a permis o viteză constantă a luminii. Radiația corpului negru a oferit o altă problemă fizicii clasice, care a fost corectată atunci când Planck a propus că dacă limităm energia radiată la valori discrete (complet diferit de viziunea clasică, în care toate nivelurile energetice posibile sunt permise), atunci observațiile experimentale vor putea fi înglobate într-o nouă teorie. Aceasta împreună cu efectul fotoelectric a condus la teoria mecanicii cuantice prevalând față de fizica clasică pentru scări foarte mici.
Pionierii mecanicii cuantice au fost Werner Heisenberg, Erwin Schrödinger și Paul Dirac. Din această lucrare timpurie și în domenii conexe, a fost derivat modelul standard al fizicii particulelor.

## Filosofie
În multe privințe, fizica provine din filosofia greacă antică. De la prima încercare a lui Thales de a caracteriza materia, până la deducția lui Democrit că materia ar trebui să se reducă la o stare invariabilă, astronomia ptolemeică despre un firmament cristalin și cartea „Fizica” lui Aristotel (o carte timpurie despre fizică, care a încercat să analizeze și să definească mișcarea din un punct de vedere filosofic), diverși filosofi greci și-au avansat propriile teorii despre natură. Fizica a fost cunoscută drept filosofie naturală până la sfârșitul secolului al XVIII-lea.
Începând cu secolul al XIX-lea, fizica a fost considerată o disciplină distinctă de filosofie și celelalte științe. Fizica, la fel ca și restul științei, se bazează pe filosofia științei și „metoda ei științifică” pentru progresul cunoștințelor noastre despre lumea fizică. Metoda științifică utilizează raționamentul a priori, precum și raționamentul posteriori și folosește inferența bayesiană pentru a măsura validitatea unei teorii date.
Dezvoltarea fizicii a răspuns multor întrebări ale filosofilor timpurii, dar a ridicat și noi întrebări. Studiul problemelor filosofice din jurul fizicii, filosofia fizicii, implică probleme precum natura spațiului și a timpului, determinismul și perspectivele metafizice, cum ar fi empirismul, naturalismul și realismul.
Mulți fizicieni au scris despre implicațiile filosofice ale operei lor, de exemplu Laplace, care a susținut determinismul cauzal, și Erwin Schrödinger, care a scris despre mecanica cuantică. Fizicianul matematician Roger Penrose a fost numit platonist de Stephen Hawking, un punct de vedere pe care Penrose îl discută în cartea sa, „Drumul către realitate”. Hawking s-a referit la el însuși ca un „reducționist fără rușine” și comentează punctele de vedere ale lui Penrose.

## Teorii de bază
Deși fizica se ocupă cu o mare varietate de sisteme, anumite teorii sunt folosite de toți fizicienii. Fiecare dintre aceste teorii a fost testată experimental de nenumărate ori și s-a dovedit a fi o aproximare adecvată a naturii. De exemplu, teoria mecanicii clasice descrie cu exactitate mișcarea obiectelor, cu condiția ca acestea să fie mult mai mari decât atomii și să se miște cu mult mai puțin decât viteza luminii. Aceste teorii continuă să fie în prezent domenii de cercetare activă. Teoria haosului, un aspect remarcabil al mecanicii clasice a fost descoperit în secolul XX, la trei secole după formularea inițială a mecanicii clasice de către Isaac Newton (1642-1727).
Aceste teorii centrale sunt instrumente importante pentru cercetarea temelor mai specializate și este de așteptat ca orice fizician, indiferent de specializarea lui, să fie alfabetizat cu ele. Acestea includ: mecanică clasică, mecanică cuantică, termodinamică și mecanică statistică, electromagnetism și relativitatea restrânsă.

### Fizică clasică

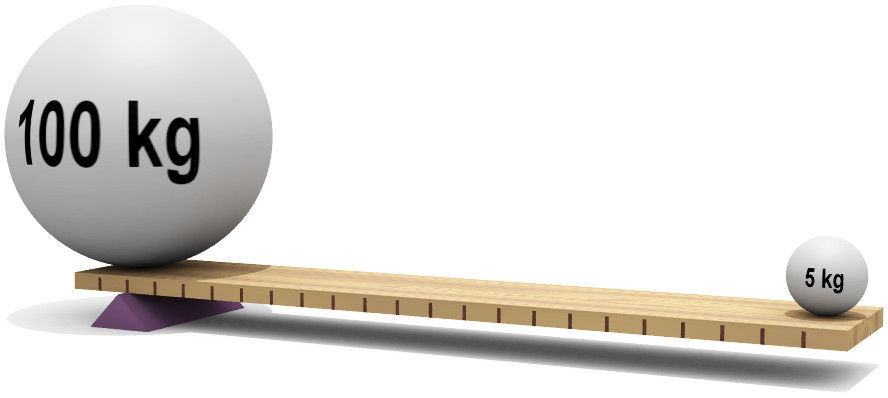
Imaginea ilustrează principiul pârghiei.

Fizica clasică include ramurile și subiectele tradiționale care au fost bine dezvoltate înainte de începutul secolului XX — mecanică clasică, acustică, optică, termodinamică și electromagnetism. Mecanica clasică este preocupată de corpuri acționate de forțe și corpuri în mișcare și poate fi împărțită în: statică (studiul forțelor care acționează asupra unui corp care nu este supus unei accelerații), cinematică (studiul mișcării fără a ține cont de cauzele sale) și dinamică (studiul mișcării și forțele care o afectează); mecanica poate fi, de asemenea, împărțită în: mecanica solidelor și mecanica fluidelor (cunoscute împreună ca mecanica mediilor continue), acestea din urmă incluzând ramuri precum: hidrostatică, hidrodinamică, aerodinamică și pneumatică. Acustica este studiul modului în care sunetul este produs, controlat, transmis și primit. Ramurile importante ale acusticii includ ultrasunetele, studiul undelor sonore cu o frecvență foarte înaltă dincolo de domeniul auzului uman; bioacustica, fizica apelurilor și auzului animalelor, și electroacustica, manipularea undelor sonore auditive folosind electronica.
Optica, studiul luminii, se referă nu numai la lumina vizibilă, ci și la radiațiile infraroșii și ultraviolete, care prezintă toate fenomenele luminii vizibile, cu excepția vizibilității; de exemplu, reflecție, refracție, interferență, difracție, dispersie și polarizarea luminii. Căldura este o formă de energie, energia internă posedată de particulele din care este compusă o substanță; termodinamica se ocupă de relațiile dintre căldură și alte forme de energie. Electricitatea și magnetismul au fost studiate ca o singură ramură a fizicii de când a fost descoperită legătura intimă dintre ele la începutul secolului al XIX-lea; un curent electric generează un câmp magnetic, iar un câmp magnetic induce un curent electric. Electrostatica se ocupă cu sarcinile electrice în repaus, electrodinamica cu sarcini în mișcare și magnetostatica cu poli magnetici în repaus.

### Fizica modernă
Fizica clasică este, în general, preocupată de materie și energie la scală normală de observare, în timp ce o mare parte din fizica modernă este preocupată de comportamentul materiei și al energiei în condiții extreme sau la o scară foarte mare sau foarte mică. De exemplu, pentru studiile de fizică atomică și nucleară contează cea mai mică scară la care pot fi identificate elemente chimice. Fizica particulelor elementare are chiar o scară mai mică, deoarece se referă la unitățile de bază ale materiei; această ramură a fizicii este cunoscută și sub denumirea de fizică energiilor înalte datorită energiilor extrem de mari necesare pentru a produce multe tipuri de particule în acceleratoarele de particule. La această scară, noțiunile obișnuite de spațiu, timp, materie și energie nu mai sunt valabile.
Cele două teorii principale ale fizicii moderne prezintă o imagine diferită a conceptelor de spațiu, timp și materie față de fizica clasică. Mecanica clasică poate aproxima foarte bine evenimentele de zi cu zi, cele de la scară umană, în timp ce teoria cuantică este preocupată de fenomene la nivel atomic și subatomic și de aspectele complementare ale particulelor și undelor în descrierea acestor fenomene. Teoria relativității se referă la descrierea fenomenelor care au loc într-un sistem de referință care este în mișcare față de un observator; teoria restrânsă a relativității este preocupată de mișcare în absența câmpurilor gravitaționale și teoria generală a relativității cu mișcarea și legătura ei cu gravitația. Atât teoria cuantică, cât și teoria relativității găsesc aplicații în toate domeniile fizicii moderne.

### Diferența dintre fizica clasică și cea modernă

Domeniile de bază ale fizicii

În timp ce fizica își propune să descopere legi universale, teoriile sale se află în domenii explicite ale aplicabilității. În linii mari, legile fizicii clasice descriu cu exactitate sistemele a căror scară principală de lungime este mai mare decât scara atomică și ale căror mișcări sunt mult mai lente decât viteza luminii. În afara acestui domeniu, observațiile nu se potrivesc cu predicțiilor oferite de mecanica clasică. Albert Einstein a contribuit la cadrul relativității speciale, care a înlocuit noțiunile de timp și spațiu absolut cu spațiu-timp și a permis o descriere precisă a sistemelor ale căror componente au viteze care se apropie de viteza luminii. Max Planck, Erwin Schrödinger, și alții au introdus mecanica cuantică, o noțiune probabilistică a particulelor și interacțiunilor care a permis o descriere exactă la scară atomică și subatomică. Ulterior, teoria cuantică a câmpurilor a unit mecanica cuantică și relativitatea restrânsă. Relativitatea generală a permis un spațiu-timp dinamic, curbat, cu care sistemele extrem de masive și structura pe scară largă a universului pot fi bine descrise. Relativitatea generală nu a fost încă unificată cu celelalte descrieri fundamentale; se dezvoltă mai multe teorii ale gravitației cuantice.

## Cercetare

### Metoda științifică
Fizicienii folosesc metoda științifică pentru a testa validitatea unei teorii fizice. Folosind o abordare metodică pentru a compara implicațiile unei teorii cu concluziile obținute din experimentele și observațiile sale asociate, fizicienii sunt mai capabili să testeze validitatea unei teorii într-un mod logic, nepărtinitor și repetabil. În acest scop, se efectuează experimente și se fac observații pentru a determina validitatea sau invaliditatea teoriei.
O lege științifică este o afirmație verbală sau matematică concisă a unei relații care exprimă un principiu fundamental al unei teorii, cum ar fi legea lui Newton a gravitației universale.

### Teorie și experiment

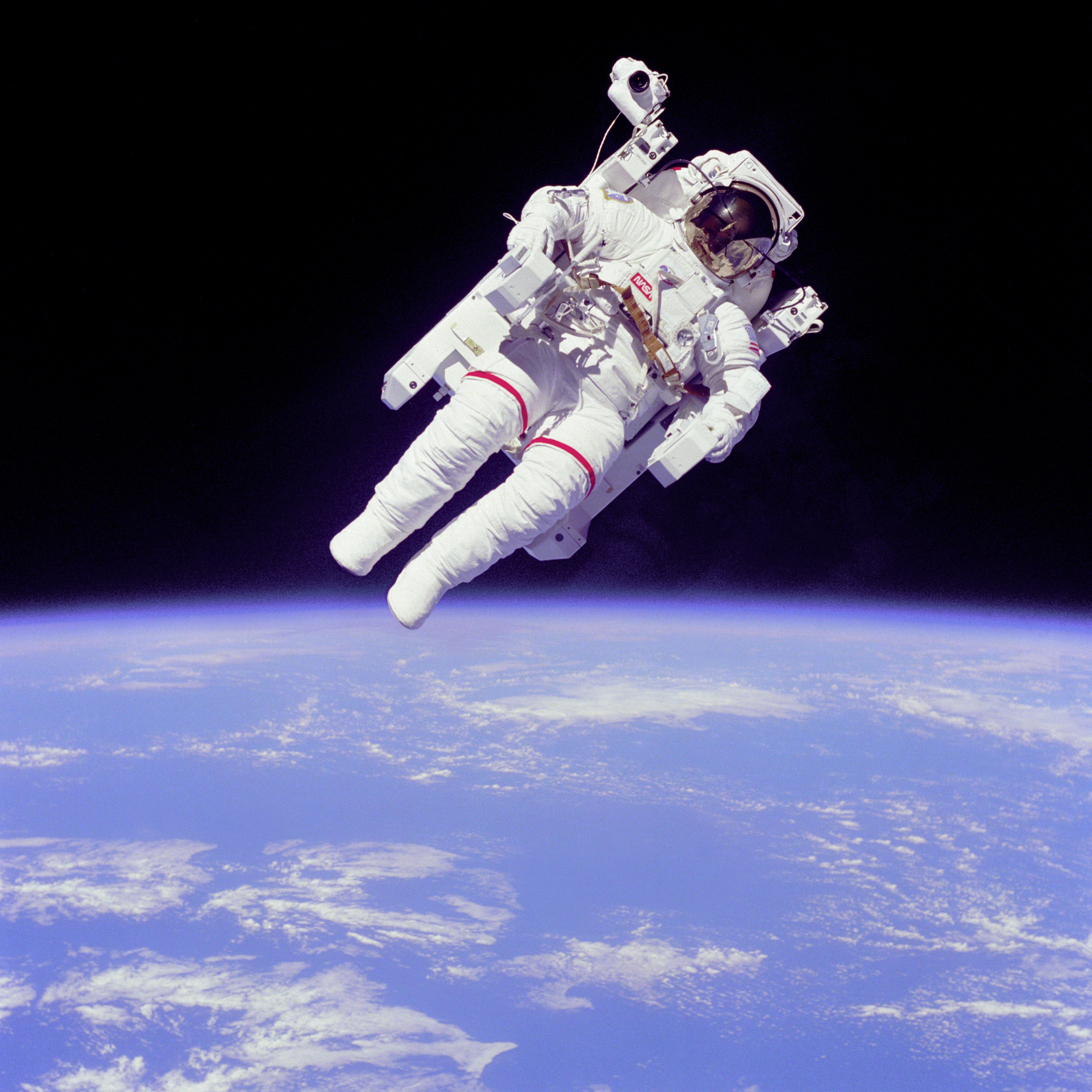
Astronautul și Pământul sunt ambii în cădere liberă.

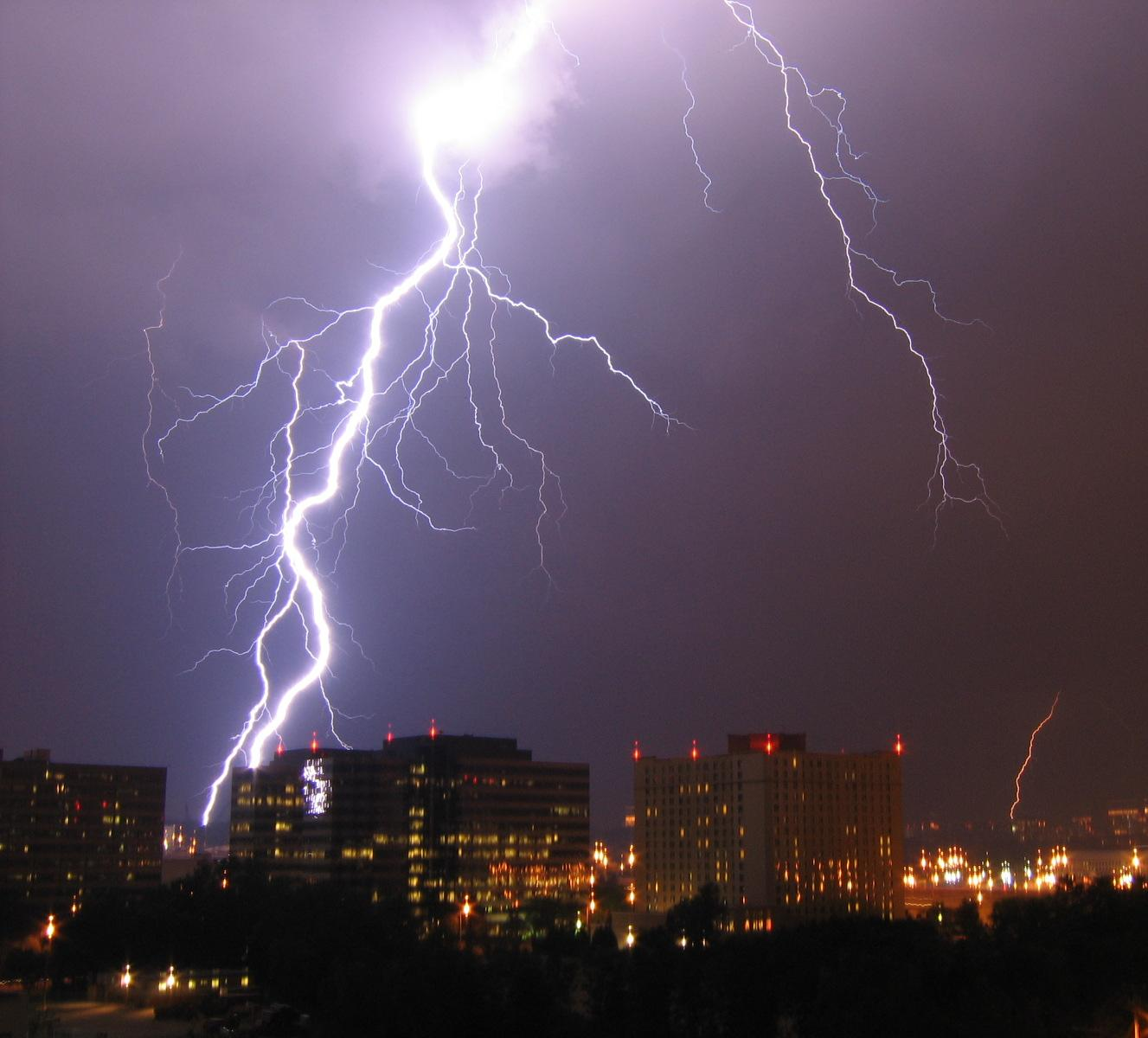
Fulgerul este un curent electric

Teoreticienii încearcă să dezvolte modele matematice care sunt în acord cu experimentele existente și prezic cu succes rezultatele experimentale viitoare, în timp ce experimentaliștii elaborează și efectuează experimente pentru a testa predicții teoretice și a explora noi fenomene. Deși teoria și experimentul sunt dezvoltate separat, ele se afectează puternic și depind unele de altele. Progresul în fizică are loc adesea atunci când rezultatele experimentale fac o descoperire pe care teoriile existente nu o pot explica, sau când noile teorii generează predicții experimentale testabile, care inspiră dezvoltarea de noi experimente.
Fizicienii care lucrează la interacțiunea dintre teorie și experiment sunt numiți fenomenologi. Ei studiază fenomene complexe observate în experiment și lucrează pentru a le lega de o teorie fundamentală.
Fizica teoretică s-a inspirat istoric din filosofie; electromagnetismul a fost unificat în acest fel. Dincolo de universul cunoscut, domeniul fizicii teoretice se ocupă și de probleme ipotetice, cum ar fi universuri paralele, multivers și dimensiunile superioare. Teoreticienii invocă aceste idei în speranța rezolvării unor probleme particulare cu teoriile existente. Apoi explorează consecințele acestor idei și lucrează pentru a face predicții testabile.
Fizica experimentală se extinde și este extinsă de inginerie și tehnologie. Fizicienii experimentali implicați în proiectarea cercetării de bază efectuează experimente cu echipamente precum acceleratoare de particule și lasere, în timp ce cei implicați în cercetarea aplicată lucrează adesea în industria care dezvoltă tehnologii precum imagistica prin rezonanță magnetică (RMN) și tranzistoare. Feynman a remarcat că experimentaliștii pot căuta zone care nu au fost explorate bine de teoreticieni.

### Domenii de aplicare și obiective

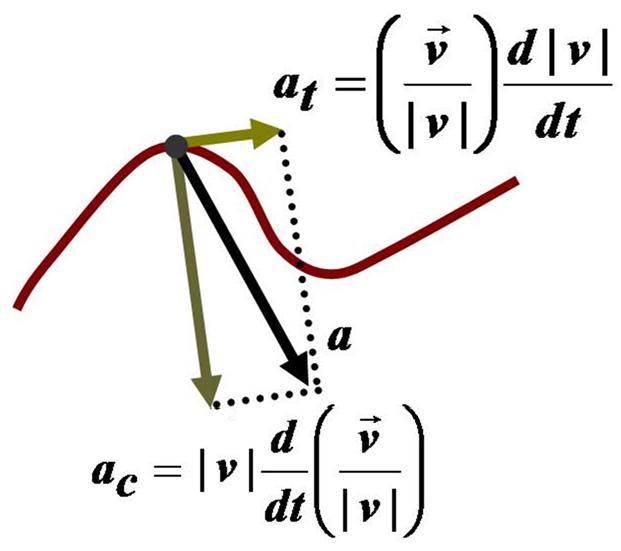
Fizica presupune modelarea lumii naturale cu teoria. Aici, calea unei particule este modelată cu matematica calculului pentru a explica comportamentul acesteia: viziunea ramurii fizicii cunoscută sub numele de mecanică.

Fizica acoperă o gamă largă de fenomene, de la particule elementare (cum ar fi cuarcii, neutrinii și electronii) până la cele mai mari super-roiuri de galaxii. În aceste fenomene sunt incluse cele mai de bază obiecte care compun toate celelalte lucruri. Prin urmare, fizica este uneori numită „știința fundamentală”. Fizica își propune să descrie diferitele fenomene care apar în natură în termeni de fenomene mai simple. Astfel, fizica își propune să conecteze ambele lucruri observabile oamenilor cu cauzele primordiale, și apoi să conecteze aceste cauze între ele.
De exemplu, chinezii antici au observat că anumite roci erau atrase unele de altele de o forță invizibilă. Acest efect a fost numit mai târziu magnetism, și a fost studiat pentru prima dată riguros în secolul al XVII-lea. Dar înainte ca chinezii să descopere magnetismul, grecii antici știau de alte obiecte, cum ar fi chihlimbarul, care, atunci când este frecat cu o blană, provoacă o atracție similară invizibilă între cele două corpuri. Acest fenomen a fost, de asemenea, prima dată studiat riguros în secolul XVII, și a ajuns să fie numit electricitate. Astfel, fizica a ajuns să înțeleagă două observații ale naturii în termenii unei cauze primordiale (electricitate și magnetism). Lucrările ulterioare din secolul al XIX-lea au relevat faptul că aceste două forțe erau doar două aspecte diferite ale unei singure forțe - electromagnetismul. Acest proces de „unificare” a forțelor continuă și astăzi, iar electromagnetismul și forța nucleară slabă sunt considerate acum a fi două aspecte ale interacțiunii electroslabe. Fizica speră să găsească un sistem final (teoria întregului) pentru a afla de ce este natura așa cum este.

### Domenii de cercetare
Cercetările contemporane în fizică pot fi împărțite în general în fizică nucleară și a particulelor; fizica materiei condensate; fizică atomică și moleculară; astrofizică și fizică aplicată. Unele departamente de fizică sprijină, de asemenea, cercetarea în fizică și informarea în domeniul fizicii.
Începând cu secolul XX, domeniile individuale ale fizicii au devenit din ce în ce mai specializate, iar astăzi, majoritatea fizicienilor lucrează într-un singur domeniu în întreaga lor carieră. „Universaliștii”, precum Albert Einstein (1879–1955) și Lev Landau (1908–1968), care au lucrat în mai multe domenii ale fizicii, sunt acum foarte rari.
Principalele domenii ale fizicii, împreună cu subdomeniile lor și teoriile și conceptele pe care le folosesc, sunt prezentate în tabelul următor.
| Domeniu                                | Subdomenii | Teorii majore | Concepte |
| -------------------------------------- | --- | --- | --- |
| Fizica nucleară și fizica particulelor | Fizică nucleară, Astrofizică nucleară, Fizica particulelor, Fizica astroparticulelor, Fenomenologia fizicii particulelor | Modelul standard, Teoria cuantică a câmpurilor, Electrodinamică cuantică, Cromodinamică cuantică, Teoria electroslabă, Teoria câmpului efectiv, Teoria câmpului de rețea, Teoria gauge, Supersimetria, Teoria marii unificări, Teoria coardelor, Teoria M | forță fundamentală (gravitațională, electromagnetică, slabă, tare), particulă elementară, spin, antimaterie, rupere spontană de simetrie, oscilație de neutrini, mecanism Seesaw, Brane, coardă, gravitație cuantică, teoria întregului, energie de vacuum |
| Fizică atomică și moleculară           | Fizica atomică, Fizica moleculară, Fizică atomică și moleculară, Fizica chimică, Optică, Fotonică | Optica cuantică, Chimie cuantică, Știința informației cuantice | Foton, atom, moleculă, difracție, radiație electromagnetică, laser, polarizare (unde), linie spectrală, efect Casimir |
| Fizica materiei condensate             | Fizica corpului solid, Fizica presiunilor înalte, Fizica temperaturilor joase, Fizica suprafețelor, Fizica nanometrică și mezoscopică, fizica polimerilor | Teoria BCS, Undă Bloch, Teoria funcțională a densității, Gaz Fermi, Lichid Fermi, Teoria multi-corp, Mecanica statistică | Faze (gaz, lichid, solid), Condensat Bose–Einstein, Conducție electrică, Fonon, Magnetism, Autoorganizare, Semiconductor, Superconductivitate, Superfluiditate, Spin |
| Astrofizică                            | Astronomie, Astrometrie, Cosmologie, Gravitație, Astrofizica de înaltă energie, Astrofizica planetară, Fizica plasmei, Fizica solară, Fizica spațiului, Astrofizica stelară | Big Bang, Inflația cosmică, Relativitatea generală, Legea atracției universale, Modelul Lambda-CDM, Magnetohidrodinamică | Gaură neagră, Radiație cosmică de fond, Coardă cosmică, Cosmos, Energie întunecată, Materie întunecată, Galaxie, Gravitație, Radiație gravitațională, Singularitate gravitațională, Planetă, Sistem Solar, Stea, Supernovă, Univers |
| Fizică aplicată                        | Fizica acceleratorilor, Acustică, Agrofizică, Biofizică, Fizica chimică, Fizica comunicării, Econofizică, Fizica ingineriei, Dinamica fluidelor, Geofizică, Fizica laserilor, Fizica materialelor, Fizica medicală, Nanotechologie, Optică, Optoelectronică, Fotonică, Fotovoltaică, Chimia fizică, Fizica computațională, Fizica plasmei, Dispozitive stare solidă, Chimie cuantică, Electronica cuantică, Știința informațiilor cuantice, dinamica vehiculelor | Fizica acceleratorilor, Acustică, Agrofizică, Biofizică, Fizica chimică, Fizica comunicării, Econofizică, Fizica ingineriei, Dinamica fluidelor, Geofizică, Fizica laserilor, Fizica materialelor, Fizica medicală, Nanotechologie, Optică, Optoelectronică, Fotonică, Fotovoltaică, Chimia fizică, Fizica computațională, Fizica plasmei, Dispozitive stare solidă, Chimie cuantică, Electronica cuantică, Știința informațiilor cuantice, dinamica vehiculelor | Fizica acceleratorilor, Acustică, Agrofizică, Biofizică, Fizica chimică, Fizica comunicării, Econofizică, Fizica ingineriei, Dinamica fluidelor, Geofizică, Fizica laserilor, Fizica materialelor, Fizica medicală, Nanotechologie, Optică, Optoelectronică, Fotonică, Fotovoltaică, Chimia fizică, Fizica computațională, Fizica plasmei, Dispozitive stare solidă, Chimie cuantică, Electronica cuantică, Știința informațiilor cuantice, dinamica vehiculelor |